# Otto V. (Schaumburg)

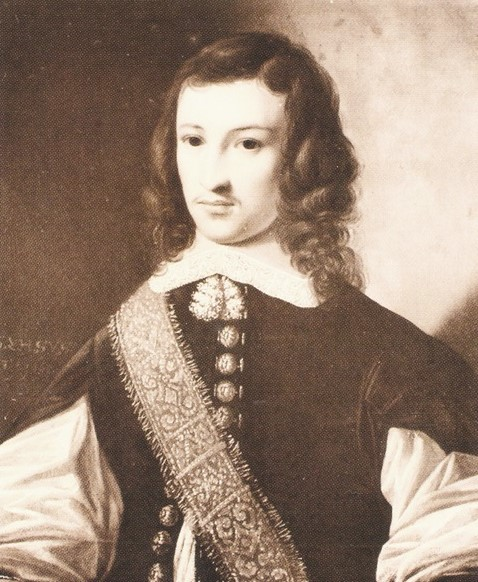
Porträt von Otto V.

Otto V. von Schaumburg, nach anderer Zählung auch Otto VI. (* 1. März 1614; † 14. November 1640 in Bückeburg), war der letzte Graf von Holstein-Pinneberg und Schauenburg aus der Linie der Schaumburger.

## Leben
Otto war der Sohn von Georg Hermann von Schauenburg und Gemen (* 12. April 1577; † 21. Dezember 1616) und Elisabeth zur Lippe (* 9. Juli 1592; † 16. Juni 1646). Nach dem frühen Tod des Vaters übernahm dessen Bruder Hermann (* 15. September 1575; † 5. Dezember 1634) die Vormundschaft. Zur Ausbildung verbrachte Otto seit 1631 zwei Jahre an der Universität Bourges und in Paris und zwei in den Niederlanden. Schon 1629 war er unter dem Namen "der Werte" in die Fruchtbringende Gesellschaft aufgenommen worden.
Nach dem Tode seines Cousins Jobst Hermann am 5. November 1635 war er Erbe der Grafschaft Holstein-Pinneberg und der letzte Nachkomme des Hauses Schauenburg in direkter männlicher Linie. Seine Regentschaft fiel in den Dreißigjährigen Krieg, worunter besonders seine Besitzungen südlich der Elbe zu leiden hatten. Da er noch minderjährig war, stand er zunächst unter der Vormundschaft von Ludwig von Anhalt-Köthen, dem Schwager seiner Mutter, und Otto von Lippe-Brake, einem Onkel mütterlicherseits. Im Erbfolgestreit um die Herrschaft Gemen unterlag er der Äbtissin Agnes von Limburg-Stirum.
Im Herbst 1636 wurde seine Residenz Bückeburg besetzt und ausgeplündert. Otto floh vor Hungersnot und Pest nach Gemen. Im Frühjahr 1637 wurde er von kaiserlichen Truppen nach Lemgo verschleppt und erst gegen Lösegeldzahlung wieder freigelassen. 1637 übernahm Otto selbst die Regierung. Er war zwar Calvinist; die von ihm beherrschten Territorien blieben aber weiter lutherisch. Otto bemühte sich, die Kriegsschäden der erst 1619 gegründeten Universität Rinteln zu beheben.
Er starb nach zwei Wochen nachdem er an einem Bankett mit dem schwedischen General Johan Banér in Hildesheim teilgenommen hatte, der Bückeburg zu seinem Hauptquartier gemacht hatte. Er wurde am 6. Juli 1642 zusammen mit seinem Vorgänger, Jobst Hermann, im fürstlichen Mausoleum in Stadthagen beigesetzt.

## Aufteilung des Erbes
Die Grafschaft Holstein-Pinneberg fiel nach langen Erbstreitigkeiten zu zwei Drittel als Herrschaft Pinneberg an Christian IV. von Dänemark und zu einem Drittel an Herzog Friedrich III. von Schleswig-Holstein-Gottorf, die Stammgrafschaft Schaumburg zum Teil an den Bruder seiner Mutter, Graf Philipp zur Lippe, und zum Teil an die Landgrafschaft Hessen-Kassel. Die Herrschaft Gemen ging an die Grafen von Limburg-Styrum. Ottos Mutter wurde mit 145.000 Reichstalern ausgezahlt.